# Royal Rumble (2021)
Royal Rumble (2021) – gala wrestlingu wyprodukowana przez federację WWE dla zawodników z brandów Raw i SmackDown. Odbyła się 31 stycznia 2021 w Tropicana Field w St. Petersburg w stanie Floryda. Emisja była przeprowadzana na żywo za pośrednictwem WWE Network oraz w systemie pay-per-view. Była to trzydziesta czwarta gala w chronologii cyklu Royal Rumble.
Podczas gali odbyło się sześć walk, w tym jedna podczas pre-show. W walce wieczoru, tytułowy Royal Rumble match mężczyzn zwyciężył Edge, który stał się ósmą osobą wygrywającą walkę więcej niż jeden raz, oraz trzecią osobą, która wygrała z pierwszym numerem wejściowym. Żeński Royal Rumble match wygrała Bianca Belair. W innych ważnych walkach, Roman Reigns obronił Universal Championship pokonując Kevina Owensa w Last Man Standing matchu oraz Drew McIntyre obronił WWE Championship pokonując Goldberga.

## Produkcja
Royal Rumble oferowało walki profesjonalnego wrestlingu z udziałem wrestlerów należących do brandów Raw i SmackDown. Oskryptowane rywalizacje (storyline’y) kreowane są podczas cotygodniowych gal Raw i SmackDown. Wrestlerzy są przedstawieni jako heele (negatywni, źli zawodnicy i najczęściej wrogowie publiki) i face’owie (pozytywni, dobrzy i najczęściej ulubieńcy publiki), którzy rywalizują pomiędzy sobą w seriach walk mających budować napięcie. Kulminacją rywalizacji jest walka wrestlerska lub ich seria.
Tradycją gali Royal Rumble jest zorganizowanie dwóch Royal Rumble matchy, w którym zwycięzca otrzymał szansę na walkę o WWE Championship (brandu Raw), WWE Universal Championship (brandu SmackDown) lub NXT Championship na WrestleManii 37, a zwyciężczyni otrzymała szansę na walkę o WWE Raw Women’s Championship, WWE SmackDown Women’s Championship lub NXT Women’s Championship także na WrestleManii 37.

### Wpływ COVID-19
W wyniku pandemii COVID-19, która zaczęła wpływać na branżę w połowie marca, WWE musiało zaprezentować większość swojego programu z zestawu bez udziału realnej publiczności. Początkowo programy telewizyjne Raw i SmackDown oraz pay-per-view odbywały się w WWE Performance Center w Orlando w stanie Floryda. Ograniczona liczba stażystów Performance Center oraz przyjaciół i członków rodzin wrestlerów została później wykorzystana jako publiczność na żywo. Pod koniec sierpnia programy WWE na Raw i SmackDown zostały przeniesione do bezpiecznej biologicznie bańki zwanej WWE ThunderDome, która odbywała się w Amway Center w Orlando. Wybrana publiczność na żywo nie była już wykorzystywana, ponieważ bańka pozwalała fanom uczestniczyć w wydarzeniach praktycznie za darmo i być widzianymi na prawie 1000 tablicach LED na arenie. Dodatkowo ThunderDome wykorzystał różne efekty specjalne, aby jeszcze bardziej wzmocnić wejścia wrestlerów, a dźwięk z areny został zmiksowany z chantami wirtualnych fanów. Po zostaniu przyjętym przez Amway Center, ThunderDome zostało przeniesione do Tropicana Field w St. Petersburgu w stanie Floryda w grudniu.

### Rywalizacje
8 stycznia na odcinku SmackDown, Universal Champion Roman Reigns zakwestionował ostatnie decyzje dotyczące bookingu, podjęte przez WWE official Adama Pearce’a, w tym Gauntlet match, który Pearce zaplanował na tę noc, aby wyłonić pretendenta Reignsa do tytułu na Royal Rumble. Reigns zakwestionował, czy Pearce zarezerwował się na walkę, na co Pearce odpowiedział, że byłby to konflikt interesów. Później specjalny doradca Reignsa, Paul Heyman, skonfrontował się z Pearce’em na backstage’u i stwierdził, że był w stanie pociągnąć za pewne sznurki i że Pearce będzie również rywalizował w Gauntlet matchu wraz z Reyem Mysterio, Sami Zaynem, Shinsuke Nakamurą, Kingiem Corbinem i Danielem Bryanem. Nakamura przeżył gauntlet, by stawić czoła ostatniemu uczestnikowi, Pearce’owi; Jednak zanim rozpoczęła się ostatnia runda, kuzyn Reignsa, Jey Uso, szydził z Nakamury, co doprowadziło do tego, że Reigns i Jey zaatakowali zarówno Nakamurę, jak i Pearce’a. Jey umieścił Pearce’a na szczycie Nakamury na pinfall, tym samym Pearce wygrał walkę. W następnym tygodniu Heyman skonfrontował się z Pearce’em na backstage’u i dał mu do podpisania kontrakt na walkę. Warunkiem ich walki był pierwotnie No Disqualification match; po tym, jak Heyman przekazał podpisany kontrakt Reignsowi, jednak Reigns chciał zmienić warunek na Last Man Standing match. Później w ringu Pearce i Reigns podpisali zmieniony kontrakt, ale gdy Pearce odchodził, udawał kontuzję kolana, powołując się na to, że kontrakt pozwolił mu wybrać sobie zastępstwo w przypadku kontuzji i wybrał Kevina Owensa, którego Reigns pokonał na TLC: Tables, Ladders & Chairs w TLC matchu dzięki ingerencji Jeya. Owens następnie wszedł i podpisał kontrakt, aby zostać przeciwnikiem Reignsa o Universal Championship na Royal Rumble.
Po udanej obronie WWE Championship przez Drew McIntyre’a podczas specjalnego odcinka „Legens Night” na Raw 4 stycznia, WWE Hall of Famer Goldberg, w swoim pierwszym występie od WrestleManii 36 w 2020 roku, pojawił się, by zmierzyć się z McIntyre’em. Po tym, jak Goldberg pochwalił pracę i umiejętności McIntyre’a, stwierdził, że McIntyre nie ma szacunku, twierdząc, że McIntyre postrzegał legendy jako „wyprane” i że McIntyre czuł, że jest lepszy niż którykolwiek z nich, gdy byli w sile wieku. Goldberg następnie formalnie wyzwał McIntyre’a do walki o WWE Championship na Royal Rumble. McIntyre odpowiedział, że Goldberg nie był już takim człowiekiem, jakim był kiedyś, i że stawienie mu czoła byłoby jak stawienie czoła własnemu tacie. Goldberg następnie szydził i odepchnął McIntyre’a, który wstał i spojrzał na Goldberga. W następnym tygodniu McIntyre odrzucił twierdzenie Goldberga i powiedział, że rzeczywiście ma szacunek, ale zamierza odrzucić wyzwanie Goldberga, dopóki Goldberg go nie popchnął, co skłoniło go do przyjęcia wyzwania i uczynienia walki oficjalną. McIntyre przyjął wyzwanie Goldberga przez satelitę, ponieważ podczas tego samego odcinka ogłosił, że uzyskał pozytywny wynik testu na COVID-19; po standardowej 14-dniowej procedurze kwarantanny, McIntyre został dopuszczony do Royal Rumble, pojawiając się na żywo na Raw 25 stycznia, aby mieć ostatnie spotkanie twarzą w twarz z Goldbergiem przed ich walką.
Na TLC, Sasha Banks utrzymała SmackDown Women’s Championship przeciwko Carmelli. W ciągu następnych kilku tygodni, Carmella nieustannie szydziła z Banks, pragnąc rewanżu. 15 stycznia na odcinku SmackDown, Banks stwierdziła, że da Carmelli rewanż tylko wtedy, gdy najpierw zmierzy się w walce z jej sommelierem, Reginaldem. W następnym tygodniu odbył się Intergender match, w którym Banks pokonała Reginalda. Banks dotrzymała obietnicy i przed Royal Rumble ogłoszono rewanż pomiędzy Banks i Carmellą.

## Wyniki walk
| Nr                                                                   | Wyniki                                                              | Stypulacje                                                                                       | Czas  |
| -------------------------------------------------------------------- | ------------------------------------------------------------------- | ------------------------------------------------------------------------------------------------ | ----- |
| 1P                                                                   | Nia Jax i Shayna Baszler pokonały Asukę i Charlotte Flair (c)       | Tag Team match o WWE Women’s Tag Team Championship                                               | 10:30 |
| 2                                                                    | Drew McIntyre (c) pokonał Goldberga                                 | Singles match o WWE Championship                                                                 | 2:30  |
| 3                                                                    | Sasha Banks (c) pokonała Carmellę (z Reginaldem) poprzez submission | Singles match o WWE SmackDown Women’s Championship                                               | 10:25 |
| 4                                                                    | Bianca Belair wygrała eliminując jako ostatnią Rheę Ripley          | 30-osobowy żeński Royal Rumble match o miano pretendentki do kobiecego tytułu na WrestleManii 37 | 58:50 |
| 5                                                                    | Roman Reigns (c) (z Paulem Heymanem) pokonał Kevina Owensa          | Last Man Standing match o WWE Universal Championship                                             | 24:55 |
| 6                                                                    | Edge wygrał eliminując jako ostatniego Randy’ego Ortona             | 30-osobowy męski Royal Rumble match o miano pretendenta do światowego tytułu na WrestleManii 37  | 58:30 |
| (c) – mistrz/mistrzyni przed walkąP – walka miała miejsce w pre-show |                                                                     |                                                                                                  |       |

### Wejścia i eliminacje w żeńskim Royal Rumble matchu
– członkini brandu Raw
    – członkini brandu SmackDown
    – członkini brandu NXT
    – członkini WWE Hall of Fame
    – wolna agentka
    – zwyciężczyni
| Nr. wejściowy | Wrestlerka        | Brand         | Nr. eliminacji | Wyeliminowana przez         | Czas  | Liczba eliminacji |
| ------------- | ----------------- | ------------- | -------------- | --------------------------- | ----- | ----------------- |
| 1             | Bayley            | SmackDown     | 12             | Biancę Belair               | 29:08 | 1                 |
| 2             | Naomi             | Raw           | 22             | Nię Jax i Shaynę Baszler    | 47:39 | 0                 |
| 3             | Bianca Belair     | SmackDown     | –              | Zwyciężczyni                | 56:52 | 4                 |
| 4             | Billie Kay        | SmackDown     | 3              | Ruby Riott i Liv Morgan     | 08:11 | 1                 |
| 5             | Shotzi Blackheart | NXT           | 1              | Shaynę Baszler              | 03:46 | 0                 |
| 6             | Shayna Baszler    | Raw           | 24             | Nię Jax                     | 41:46 | 6                 |
| 7             | Toni Storm        | NXT           | 4              | Rheę Ripley                 | 11:21 | 0                 |
| 8             | Jillian Hall      | Wolna agentka | 2              | Billie Kay                  | 08:03 | 0                 |
| 9             | Ruby Riott        | SmackDown     | 7              | Bayley                      | 10:53 | 1                 |
| 10            | Victoria          | Wolna agentka | 5              | Shaynę Baszler              | 07:15 | 0                 |
| 11            | Peyton Royce      | Raw           | 10             | Charlotte Flair             | 13:40 | 1                 |
| 12            | Santana Garrett   | NXT           | 6              | Rheę Ripley                 | 04:32 | 0                 |
| 13            | Liv Morgan        | SmackDown     | 8              | Peyton Royce                | 06:37 | 1                 |
| 14            | Rhea Ripley       | NXT           | 29             | Biancę Belair               | 39:06 | 7                 |
| 15            | Charlotte Flair   | Raw           | 28             | Rheę Ripley i Biancę Belair | 33:47 | 1                 |
| 16            | Dana Brooke       | Raw           | 9              | Rhea Ripley                 | 02:58 | 0                 |
| 17            | Torrie Wilson     | Hall of Fame  | 11             | Shaynę Baszler              | 03:59 | 0                 |
| 18            | Lacey Evans       | Raw           | 20             | Shaynę Baszler              | 19:21 | 1                 |
| 19            | Mickie James      | Raw           | 14             | Lacey Evans                 | 07:20 | 0                 |
| 20            | Nikki Cross       | Raw           | 17             | Carmellę                    | 07:37 | 0                 |
| 21            | Alicia Fox        | Wolna agentka | 13             | Mandy Rose                  | 01:48 | 0                 |
| 22            | Mandy Rose        | Raw           | 16             | Rheę Ripley                 | 03:49 | 1                 |
| 23            | Dakota Kai        | NXT           | 15             | Rheę Ripley                 | 02:06 | 0                 |
| 24            | Carmella          | SmackDown     | 18             | Taminę                      | 00:47 | 1                 |
| 25            | Tamina            | SmackDown     | 23             | Nię Jax i Shaynę Baszler    | 08:31 | 1                 |
| 26            | Lana              | Raw           | 26             | Natalyę                     | 09:58 | 1                 |
| 27            | Alexa Bliss       | Raw           | 19             | Rheę Ripley                 | 01:02 | 0                 |
| 28            | Ember Moon        | NXT           | 21             | Nię Jax                     | 01:51 | 0                 |
| 29            | Nia Jax           | Raw           | 25             | Lanę                        | 02:44 | 4                 |
| 30            | Natalya           | SmackDown     | 27             | Biancę Belair               | 02:00 | 1                 |

### Wejścia i eliminacje w męskim Royal Rumble matchu
– członek brandu Raw
    – członek brandu SmackDown
    – członek brandu NXT
    – członek WWE Hall of Fame
    – wolny agent
    – zwycięzca
| Nr. wejściowy | Wrestler          | Brand        | Nr. eliminacji | Wyeliminowany przez                             | Czas  | Eliminacje |
| ------------- | ----------------- | ------------ | -------------- | ----------------------------------------------- | ----- | ---------- |
| 1             | Edge              | Hall of Fame | –              | Zwycięzca                                       | 58:30 | 3          |
| 2             | Randy Orton       | Raw          | 29             | Edge’a                                          | 58:30 | 0          |
| 3             | Sami Zayn         | SmackDown    | 2              | Big E’go                                        | 13:04 | 0          |
| 4             | Mustafa Ali       | Raw          | 4              | Big E’go                                        | 13:18 | 1          |
| 5             | Jeff Hardy        | Raw          | 1              | Dolpha Zigglera                                 | 03:25 | 0          |
| 6             | Dolph Ziggler     | SmackDown    | 9              | Kane’a                                          | 20:30 | 1          |
| 7             | Shinsuke Nakamura | SmackDown    | 12             | Kinga Corbina                                   | 22:01 | 0          |
| 8             | Carlito           | Wolny agent  | 5              | Eliasa                                          | 08:26 | 0          |
| 9             | Xavier Woods      | Raw          | 3              | Mustafę Alego                                   | 03:42 | 0          |
| 10            | Big E             | SmackDown    | 19             | Omosa*                                          | 29:45 | 4          |
| 11            | John Morrison     | Raw          | 7              | Damiana Priesta                                 | 08:14 | 0          |
| 12            | Ricochet          | Raw          | 10             | Kane’a                                          | 11:37 | 0          |
| 13            | Elias             | Raw          | 6              | Damiana Priesta                                 | 02:30 | 1          |
| 14            | Damian Priest     | NXT          | 16             | Bobby’ego Lashleya                              | 15:34 | 4          |
| 15            | The Miz           | Raw          | 8              | Damiana Priesta                                 | 01:02 | 0          |
| 16            | Riddle            | Raw          | 25             | Setha Rollinsa                                  | 31:17 | 1          |
| 17            | Daniel Bryan      | SmackDown    | 24             | Setha Rollinsa                                  | 28:50 | 1          |
| 18            | Kane              | Wolny agent  | 11             | Damiana Priesta                                 | 01:51 | 2          |
| 19            | King Corbin       | SmackDown    | 14             | Dominika Mysterio                               | 03:34 | 2          |
| 20            | Otis              | SmackDown    | 13             | Kinga Corbina                                   | 00:53 | 0          |
| 21            | Dominik Mysterio  | SmackDown    | 15             | Bobby’ego Lashleya                              | 02:00 | 1          |
| 22            | Bobby Lashley     | Raw          | 18             | Big E’go, Christiana, Daniela Bryana i Riddle’a | 04:03 | 3          |
| 23            | Hurricane Helms   | Wolny agent  | 17             | Big E’go i Bobby’ego Lashleya                   | 00:30 | 0          |
| 24            | Christian         | Wolny agent  | 27             | Setha Rollinsa                                  | 18:12 | 2          |
| 25            | AJ Styles         | Raw          | 23             | Brauna Strowmana                                | 10:27 | 0          |
| 26            | Rey Mysterio      | SmackDown    | 20             | Omosa*                                          | 03:47 | 0          |
| 27            | Sheamus           | Raw          | 22             | Brauna Strowmana                                | 05:56 | 0          |
| 28            | Cesaro            | SmackDown    | 21             | Brauna Strowmana                                | 04:10 | 0          |
| 29            | Seth Rollins      | SmackDown    | 28             | Edge’a                                          | 08:48 | 4          |
| 30            | Braun Strowman    | Raw          | 26             | Christiana, Edge’a i Setha Rollinsa             | 07:24 | 3          |

(*) – Omos to bodyguard AJ Stylesa i nie był uczestnikiem walki.